# Porphyrinia pannonica
Porphyrinia pannonica är en fjärilsart som beskrevs av Freyer 1840. Porphyrinia pannonica ingår i släktet Porphyrinia och familjen nattflyn. Inga underarter finns listade i Catalogue of Life.